# جیش مهاجرین و انصار
جیش مهاجرین و انصار (عربی: جيش المهاجرين والأنصار‎) یا لواء مهاجرین و انصار (عربی: لواء المهاجرون والأنصار‎) که قبلا کتیبه مهاجرین (عربی: كتيبة المهاجرين‎) نامیده می‌شد، یکی از گروه‌های درگیر در جنگ داخلی سوریه بود.